# Distretto di St. Pölten
St. Pölten (Land) è un distretto amministrativo austriaco dello stato della Bassa Austria. Il capoluogo, non compreso nel distretto, è Sankt Pölten, ed il centro maggiore distrettuale è Neulengbach.

## Geografia antropica

Carta con i comuni e le città all'interno del distretto di St. Pölten-Land

Il distretto si suddivide in 45 comuni, di cui 6 con status di città (Stadtgemeinden) e 25 con diritto di mercato (Marktgemeinden). Ogni comune comprende a sua volta i propri comuni catastali (Katastralgemeinden), corrispondenti grossomodo a delle frazioni.

### Città
- Herzogenburg
  - Adletzberg, Angern, Ederding, Einöd, Gutenbrunn, Heiligenkreuz, Herzogenburg, Ober Hameten, Ober Winden, Oberndorf in der Ebene, Ossarn, Pottschall, St. Andrä an der Traisen, Unter Hameten, Unter Winden, Wielandsthal, Wiesing
- Neulengbach
  - Almersberg, Anzing, Au am Anzbach, Berging, Ebersberg, Eitzenberg, Emmersdorf, Gamesreith, Großweinberg, Haag bei Markersdorf, Haag bei Neulengbach, Herbstgraben, Herrenhub, Hinterberg, Inprugg, Karl-Deix-Siedlung, Kleinhart, Kleinraßberg, Laa an der Tulln, Langenberg, Ludmerfeld, Markersdorf, Matzelsdorf, Mosletzberg, Neulengbach, Oberdambach, Obereichen, Oberndorf, Ollersbach, Raipoltenbach, Rothenbucherhöhe, Schönfeld, Schrabatz, Schwertfegen, St. Christophen, Stocket, Straß, Tausendblum, Trainst, Umsee, Unterdambach, Untereichen, Unterwolfsbach, Weiding, Wolfersdorf
- Pressbaum
  - Au am Kraking, Pfalzau, Pressbaum
- Purkersdorf
  - An der Stadlhütte, Baunzen, Deutschwald, Glasgraben, Neu-Purkersdorf, Postiedlung, Rechenfeld, Richter-Minder-Siedlung, Sagbergssiedlung, Süßfeld
- Traismauer
  - Frauendorf, Gemeinlebarn, Hilpersdorf, Mitterndorf, Oberndorf am Gebirge, Rittersfeld, St. Georgen an der Traisen, Stollhofen, Traismauer, Venusberg, Wagram ob der Traisen, Waldlesberg
- Wilhelmsburg
  - Altenburg, Göblasbruck, Handelberg, Kanzling, Kreisbach, Pömmern, Wegbach, Wielandsberg, Wilhelmsburg, Wolkersberg

### Comuni mercato
- Altlengbach
  - Altlengbach, Audorf, Außerfurth, Gottleitsberg, Großenberg, Gschaid, Haagen, Hart, Hocheichberg, Höfer, Innerfurth, Kleinberg, Kogl, Leitsberg, Lengbachl, Linden, Maiß, Manzing, Nest, Öd, Ödengraben, Pamet, Schoderleh, Steinhäusl, Unterthurm
- Asperhofen
  - Asperhofen, Diesendorf, Dörfl, Dornberg, Erlaa, Geigelberg, Grabensee, Großgraben, Habersdorf, Hagenau, Haghöfen, Johannesberg, Kerschenberg, Kleingraben, Maierhöfen, Paisling, Siegersdorf, Starzing, Weinzierl, Wimmersdorf
- Böheimkirchen
  - Außerkasten, Bauland, Blindorf, Böheimkirchen, Diemannsberg, Dorfern, Dürnhag, Furth, Gemersdorf, Grub, Hinterberg, Hinterholz, Hub, Kollersberg, Lanzendorf, Maria Jeutendorf, Mauterheim, Mechters, Plosdorf, Reith, Röhrenbach, Schildberg, Siebenhirten, Untergrafendorf, Untertiefenbach, Weisching, Wiesen
- Eichgraben
  - Eichgraben, Hinterleiten, Hutten, Ottenheim, Stein, Winkl
- Frankenfels
  - Falkensteinrotte, Fischbachmühlrotte, Frankenfels, Grasserrotte, Gstettengegend, Hofstadtgegend, Karrotte, Laubenbachgegend, Lehengegend, Markenschlagrotte, Ödrotte, Pernarotte, Pielachleitengegend, Rosenbühelrotte, Taschlgrabenrotte, Tiefgrabenrotte, Übergangrotte, Weißenburggegend, Wiesrotte
- Gablitz
  - Allhang, Buchgraben, Fischergraben, Hauersteig, Hochbuch, Höbersbach, Laabach, Rabenstein
- Hafnerbach
  - Doppel, Eichberg, Hafnerbach, Hengstberg, Hohenegg, Korning, Obergraben, Oed, Pfaffing, Pielachhaag, Rannersdorf, Sasendorf, Stein, Thal, Untergraben, Weghof, Weinzierl, Wimpassing an der Pielach, Windschnur, Würmling, Zendorf
- Hofstetten-Grünau
  - Aigelsbach, Aigelsbach, Grünau, Grünsbach, Hofstetten, Kammerhof, Mainburg, Plambach, Plambacheck
- Kapelln
  - Etzersdorf, Kapelln, Katzenberg, Mitterau, Mitterkilling, Oberkilling, Obermiesting, Panzing, Pönning, Rapoltendorf, Rassing, Thalheim, Unterau, Unterkilling, Untermiesting
- Karlstetten
  - Dreihöf, Hausenbach, Heitzing, Karlstetten, Lauterbach, Obermamau, Rosenthal, Schaubing, Untermamau, Weyersdorf, Wieshöf
- Kirchberg an der Pielach
  - Kirchberg an der Pielach, Kirchberggegend, Schloßgegend, Schwerbachgegend, Soisgegend, Tradigistdorf, Tradigistgegend
- Kirchstetten
  - Aschberg, Doppel, Fuchsberg, Gstockert, Hinterholz, Kirchstetten, Ober-Wolfsbach, Paltram, Pettenau, Senning, Sichelbach, Totzenbach, Waasen
- Maria-Anzbach
  - Burgstall, Furth, Götzwiesen, Groß-Raßberg, Gschwendt, Hof, Hofstatt am Anzbach, Klein-Weinberg, Knagg, Maierhöfen, Maria-Anzbach, Oed, Pameth, Pameth, Unter-Oberndorf, Winkl, Winten
- Markersdorf-Haindorf
  - Haindorf, Knetzersdorf, Mannersdorf, Markersdorf an der Pielach, Mitterau, Mitterndorf, Nenndorf, Poppendorf, Winkel, Wultendorf
- Mauerbach
  - Hainbuch, Mauerbach, Steinbach
- Michelbach
  - Finsteregg, Gstetten, Kleindurlas, Kropfsdorf, Mayerhöfen, Michelbach Dorf, Michelbach Markt, Untergoin
- Neidling
  - Afing, Dietersberg, Enikelberg, Flinsbach, Gabersdorf, Goldegg, Griechenberg, Neidling, Pultendorf, Watzelsdorf, Wernersdorf
- Nußdorf ob der Traisen
  - Franzhausen, Freilehnmühle, Neusiedl, Nußdorf ob der Traisen, Reichersdorf, Ried, Theyern
- Ober-Grafendorf
  - Badendorf, Baumgarten, Ebersdorf, Fridau, Gasten, Gattmannsdorf, Gröben, Grub, Kotting, Kuning, Neustift, Ober-Grafendorf, Reitzing, Rennersdorf, Ritzersdorf, Wantendorf, Willersdorf
- Obritzberg-Rust
  - Angern, Diendorf, Doppel, Eitzendorf, Flinsdorf, Fugging, Greiling, Großhain, Großrust, Grünz, Heinigstetten, Hofstetten, Kleinhain, Kleinrust, Landhausen, Mittermerking, Neustift, Obermerking, Obritzberg, Pfaffing, Schweinern, Thallern, Untermerking, Winzing, Zagging
- Prinzersdorf
  - Prinzersdorf, Uttendorf
- Pyhra
  - Adeldorf, Aigen, Atzling, Auern, Baumgarten, Blindorf, Brunn, Ebersreith, Egelsee, Fahra, Gattring-Raking, Getzersdorf, Heuberg, Hinterholz, Hummelberg bei Hinterholz, Kirchweg, Nützling, Oberburbach, Obergrub, Oberloitzenberg, Obertiefenbach, Perersdorf, Perschenegg, Pyhra, Reichenhag, Reichgrüben, Schauching, Schnabling, Steinbach, Unterburbach, Unterloitzenberg, Wald, Weinzettl, Wieden, Windhag, Zell, Zuleithen
- Rabenstein an der Pielach
  - Deutschbach, Dorf-Au, Königsbach, Rabenstein an der Pielach, Röhrenbach, Steinklamm, Tradigist, Warth
- Tullnerbach
  - Irenental, Tullnerbach-Lawies, Untertullnerbach
- Wölbling
  - Ambach, Anzenhof, Hausheim, Landersdorf, Noppendorf, Oberwölbling, Ratzersdorf, Unterwölbling, Viehausen, Wetzlarn

### Comuni
- Brand-Laaben
  - Brand, Eck, Gern, Gföhl, Klamm, Laaben, Pyrat, Stollberg, Wöllersdorf
- Gerersdorf
  - Distelburg, Eggsdorf, Friesing, Gerersdorf, Grillenhöfe, Hetzersdorf, Hofing, Loipersdorf, Salau, Stainingsdorf, Völlerndorf, Weitendorf
- Haunoldstein
  - Eibelsau, Eidletzberg, Großsierning, Haunoldstein, Osterburg, Pielachhäuser, Pottschollach
- Inzersdorf-Getzersdorf
  - Anzenberg, Getzersdorf, Inzersdorf ob der Traisen, Walpersdorf, Wetzmannsthal
- Kasten bei Böheimkirchen
  - Baumgarten bei Kasten, Berg, Braunsberg, Damberg, Dörfl bei Kasten, Fahrafeld, Gwörth, Hummelberg bei Kasten, Kasten bei Böheimkirchen, Kirchsteig, Kronberg, Lanzendorf bei Kasten, Lielach, Mitterfeld, Stallbach, Steinabruck, Wallenreith
- Loich
  - Dobersnigg, Hammerlmühlgegend, Loich, Loicheckgegend, Oedgegend, Rehgrabengegend, Schroffengegend, Schwarzengrabengegend, Siedlung
- Neustift-Innermanzing
  - Almerberg, Aschberg, Außermanzing, Barbaraholz, Eck, Gießhübl, Gumpersberg, Innermanzing, Mannersdorf, Neustift, Oberkühberg, Unterkühberg
- Perschling
  - Grunddorf, Gunnersdorf, Haselbach, Langmannersdorf, Murstetten, Obermoos, Perschling, Weißenkirchen an der Perschling, Wieselbruck, Winkling
- Sankt Margarethen an der Sierning
  - Eigendorf, Feilendorf, Kainratsdorf, Kleinsierning, Linsberg, Oberhofen, Rammersdorf, Saudorf, St. Margarethen an der Sierning, Türnau, Unterradl, Wieden, Wilhersdorf
- Schwarzenbach an der Pielach
  - Brunnrotte, Finzenebengegend, Grabschifterwald, Guttenhofgegend, Haslaurotte, Hofrotte, Loicheckgegend, Schwarzenbachgegend, Seerotte, Staudachgegend, Steinrotte, Taschlgrabenrotte
- Statzendorf
  - Absdorf, Kuffern, Rottersdorf, Statzendorf, Weidling
- Stössing
  - Bonnleiten, Buchbach, Dachsbach, Freiling, Hendelgraben, Hochgschaid, Hochgschaid, Hochstraß, Hof, Sonnleiten, Stössing
- Weinburg
  - Dietmannsdorf, Eck, Edlitz, Engelsdorf, Grub, Klangen, Luberg, Mühlhofen, Oed, Waasen, Weinburg
- Wolfsgraben